# Purasimenjärvi
Purasimenjärvi är en sjö i Finland. Den ligger i kommunen Siikalatva i landskapet Norra Österbotten, i den centrala delen av landet, 500 km norr om huvudstaden Helsingfors. Purasimenjärvi ligger 89,4 meter över havet. Arean är 1,04 kvadratkilometer och strandlinjen är 5,57 kilometer lång. Sjön  ingår i Siikajokis huvudavrinningsområde.   Den ligger vid sjöarna Kurranjärvi och Järvitalonjärvi. I omgivningarna runt Purasimenjärvi växer i huvudsak blandskog.